# Церква Перенесення мощей Святого Отця Миколая (Нагуєвичі)
Церква Перенесення мощей Святого Отця Миколая в Нагуєвичах — парафія і храм Української греко-католицької церкви в селі Нагуєвичах Дрогобицької громади Дрогобицького району Львівської области. Пам'ятка архітектури національного значення.

## Історія церкви
1780 року згадується храм у Верхніх Нагуєвичах, який тоді входив до складу Мокрянського деканату. У 1650 та 1672 роках він отримав привілеї від польських королів Яна Казимира і Михайла Вишнивецького.
1801 року на місці давнього монастиря збудовано теперішній дерев'яний храм. До 1924 року він був головним, а потім став дочірнім до церкви Нижніх Нагуєвичів.
За радянської влади святиня була закрита.

## Парохи
- о. Степан Кімакович
- о. Микола Витошинський ([1828]—1831+)
- о. Максим Колпачкевич (1831—1836, сотрудник)
- о. Микола Гриневецький (1832—1844+)
- о. Юліан Ясеницький (1836—1843, сотрудник)
- о. Іван Федорович (1843—1846, сотрудник)
- о. Сильвестр Лісковацький (1844-1846, адміністратор)
- о. Лев Кордасевич (1846—1852)
- о. Іларій Гриневецький (1846—1849, сотрудник)
- о. Людвик Заградник (1849—1850, сотрудник)
- о. Григорій Білинський (1850—1852, 1862—1865+, сотрудник)
- о. Іван Давидович (1852—1853, сотрудник; 1853—1854, адміністратор)
- о. Григорій Коблош (1853—1856, сотрудник)
- о. Йосип Левицький (1854—1860)
- о. Ананія Нагорняцевський (1858—1862, сотрудник)
- о. Михайло Лісикевич (1860—1862)
- о. Василь Білинський (1862—1892+)
- о. Теофіл Турчманович (1868—1870, сотрудник)
- о. Северин Турчманович (1870—1871, сотрудник)
- о. Ілля Сьокало (1873—1877, сотрудник)
- о. Юліан Білинський (1877—1886, сотрудник)
- о. Йосиф Білинський (1887—1890, сотрудник)
- о. Микола Білинський (1891—1894, сотрудник)
- о. Іван Савчак (1892—1893, адміністратор)
- о. Антін Криницький (1894—1896, сотрудник)
- о. Михайло Єднакий (1893—[1939])
- о. Іполит Хиляк (1896—1898, сотрудник)
- о. Іван Ковба — нині.